# اوکایمدن
اوکایمدن (به فرانسوی: Oukaïmden) یک شهرک در مراکش است که در استان حوز واقع شده‌است. اوکایمدن ۴٬۴۴۰ نفر جمعیت دارد.